# Čólské chrámy
Čólské chrámy je společné označení pro chrámy indickém státě Tamilnádu vystavěné za čólské dynastie, která vládla v jižní Indii a přilehlých ostrovech přibližně od konce 9. století do 13. století. Jsou bohatě vyzdobeny jak z vnější, tak z vnitřní strany. 
Jedná se o tři hlavní chrámy, které byly v roce 1987 přijaty na Seznam světového dědictví UNESCO. 

## Galerie

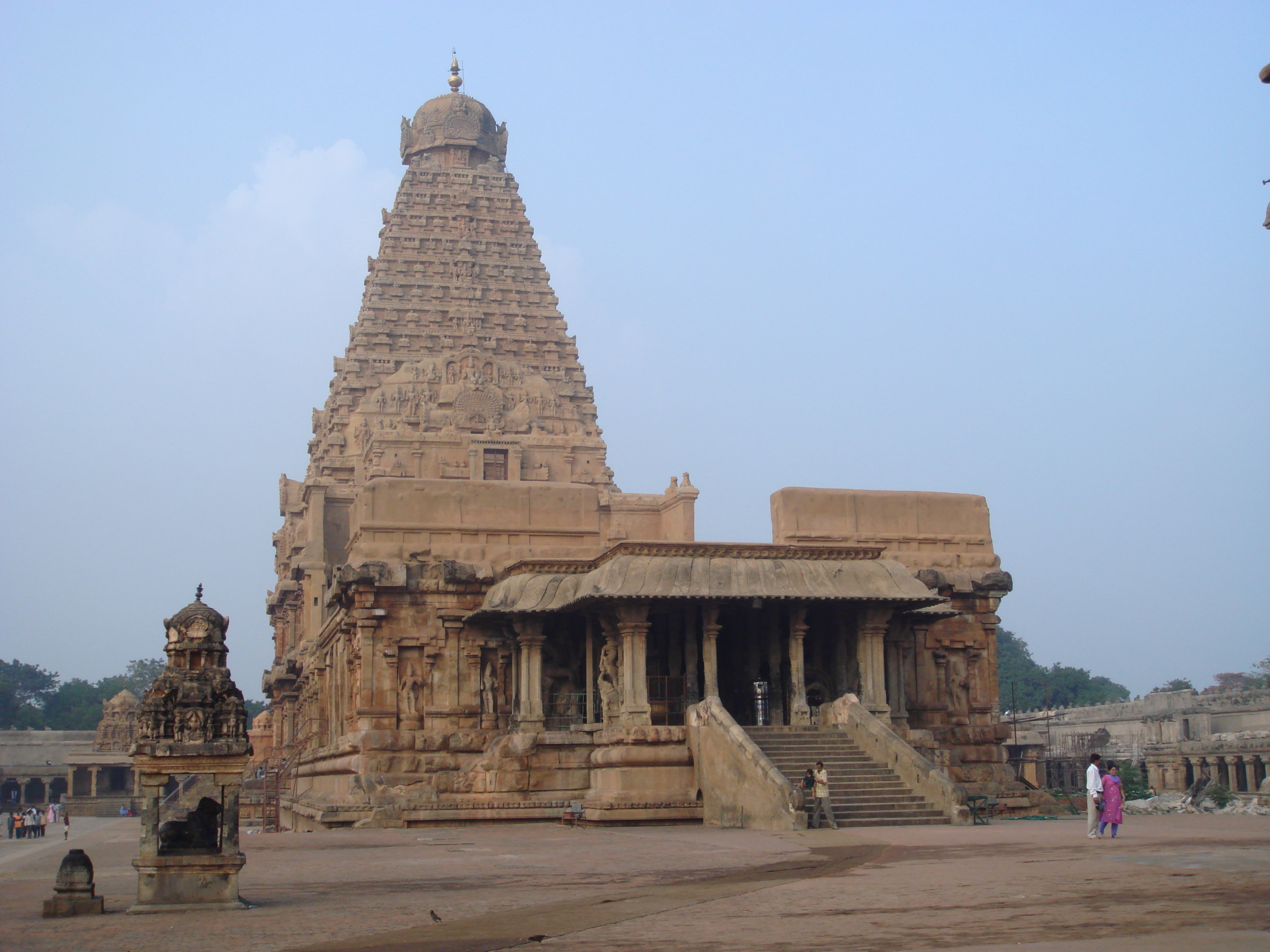
Brihadishvara (Taňčávúr)
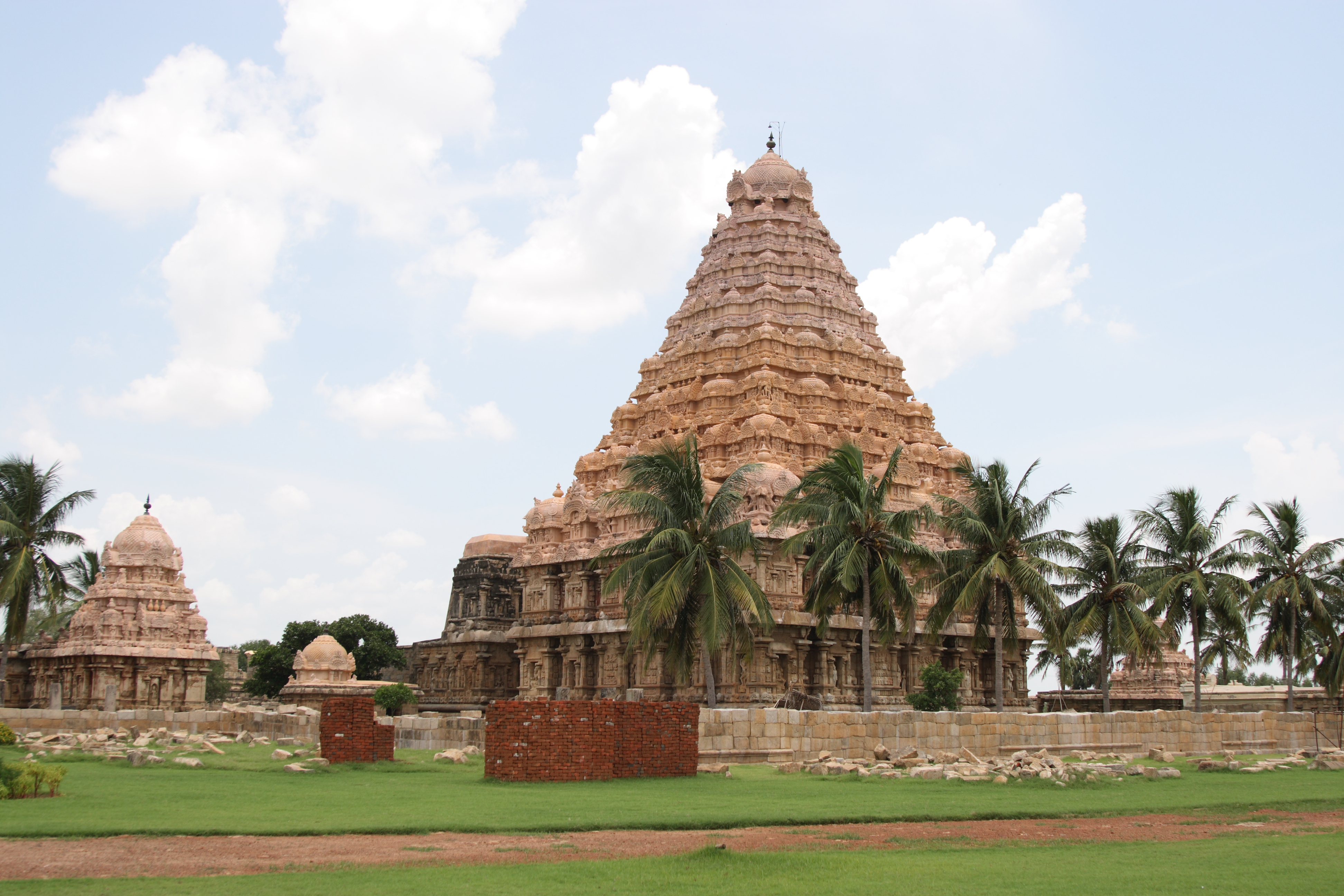
Brihadishvara (Gangaikonda Cholapuram)
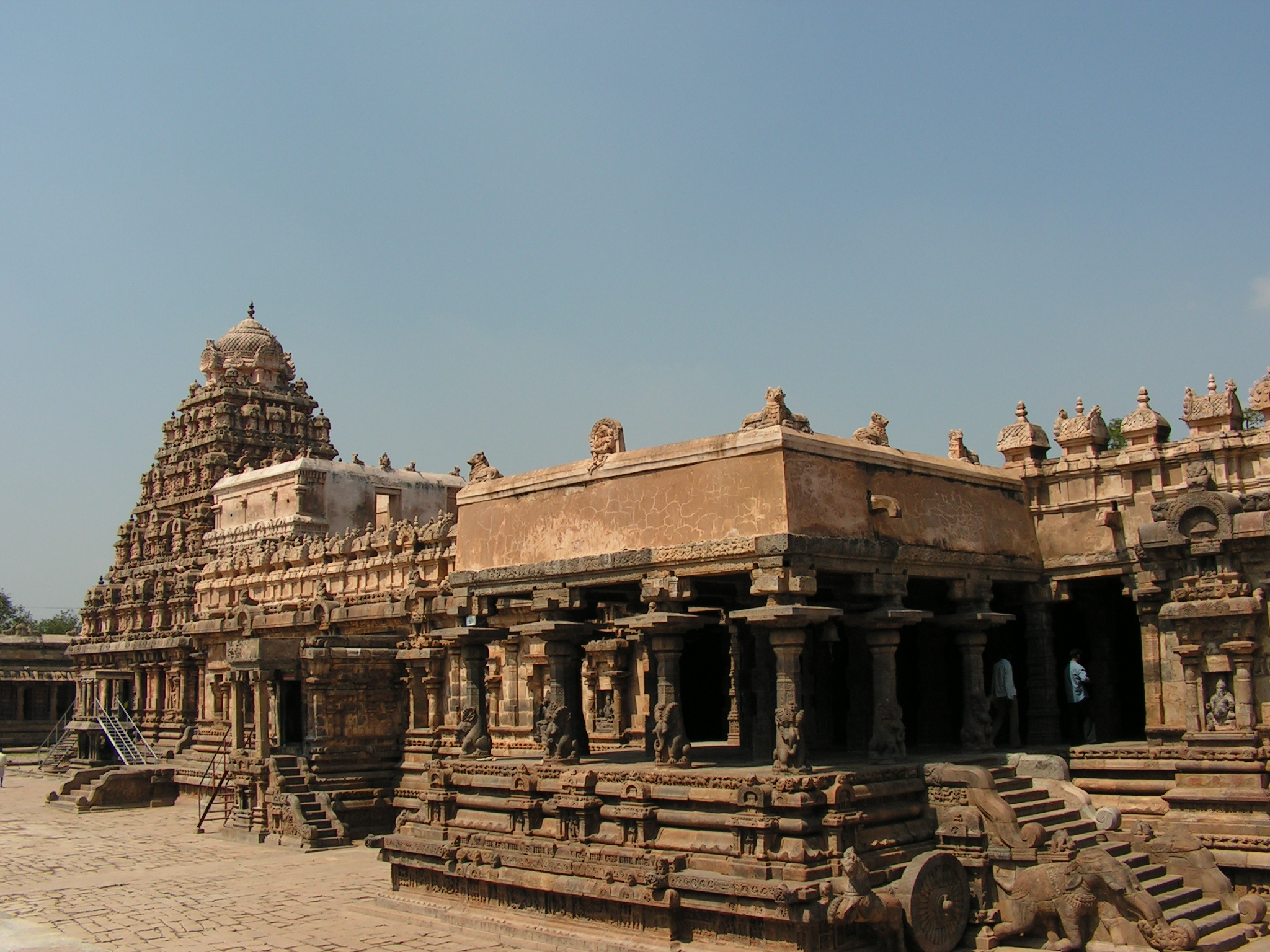
Airavateshvara (Darasuram)